# Аулиеатинский уезд
Аулиеатинский уе́зд — административно-территориальная единица в составе Сырдарьинской области Российской империи.
Уездный центр — город Аулие-Ата.
Большинство населения составляли казахи — 90,9 %; русские составляли всего 3,85 %, остальное население состояло из узбеков (3,1 %), чагатайских тюрков и сартов.

## История
Аулиеатинский уезд с центром в Аулие-Ата в составе Сыр-Дарьинской области Туркестанского генерал-губернаторства образован 21 октября 1868 года. С 1918 года вместе с областью входил в состав Туркестанской ССР.
В октябре 1924 года Аулиеатинский уезд вместе с Сыр-Дарьинской областью передан в Киргизскую АССР (с 1925 года — Казахская АССР).
17 января 1928 года учреждён Сыр-Дарьинский округ, а внутри него, наряду с другими районами, — Аулие-Атинский район.

## Административно-территориальное деление
Волости на 1 января 1926 года: